# フリードリヒ・ツー・ヴィート
フリードリヒ・ツー・ヴィート（Friedrich Fürst zu Wied, 1872年6月27日 - 1945年6月18日）は、ドイツのシュタンデスヘル。ヴィート侯（1907年 - 1919年）。

## 生涯
ヴィート侯ヴィルヘルム・アドルフとその妻でオランダ王子フレデリックの娘であるマリーの間の第1子、長男として生まれた。全名はヴィルヘルム・フリードリヒ・ヘルマン・オットー・カール（Wilhelm Friedrich Hermann Otto Karl Fürst zu Wied）。伯母のエリーザベトはルーマニア王カロル1世の妃であり、弟のヴィルヘルムは1914年に短期間ながらアルバニア公国の元首を務めた。1907年に父が死ぬとヴィート侯家の家督を継承したが、ドイツ革命に伴う君主制の崩壊により、貴族としての身分と諸特権を失った。
長男で後継ぎのヘルマンは第2次世界大戦中の1941年に東部戦線のジェシュフで戦死した。このため1945年にフリードリヒが死ぬと、侯爵家の家督はわずか14歳の孫フリードリヒ・ヴィルヘルムが継いでいる。

## 結婚と子女
1898年10月29日にシュトゥットガルトにおいて、ヴュルテンベルク王ヴィルヘルム2世の娘パウリーネと結婚した 。夫妻は間に2人の息子をもうけた。
- ヘルマン・ヴィルヘルム・フリードリヒ（1899年 - 1941年） - 1930年、シュトルベルク＝ヴェルニゲローデ女伯爵マリア・アントニアと結婚
- ディートリヒ・ヴィルヘルム・フリードリヒ・カール・パウル（1901年 - 1976年） - 1928年、ユーリア・グローテ女伯爵と結婚

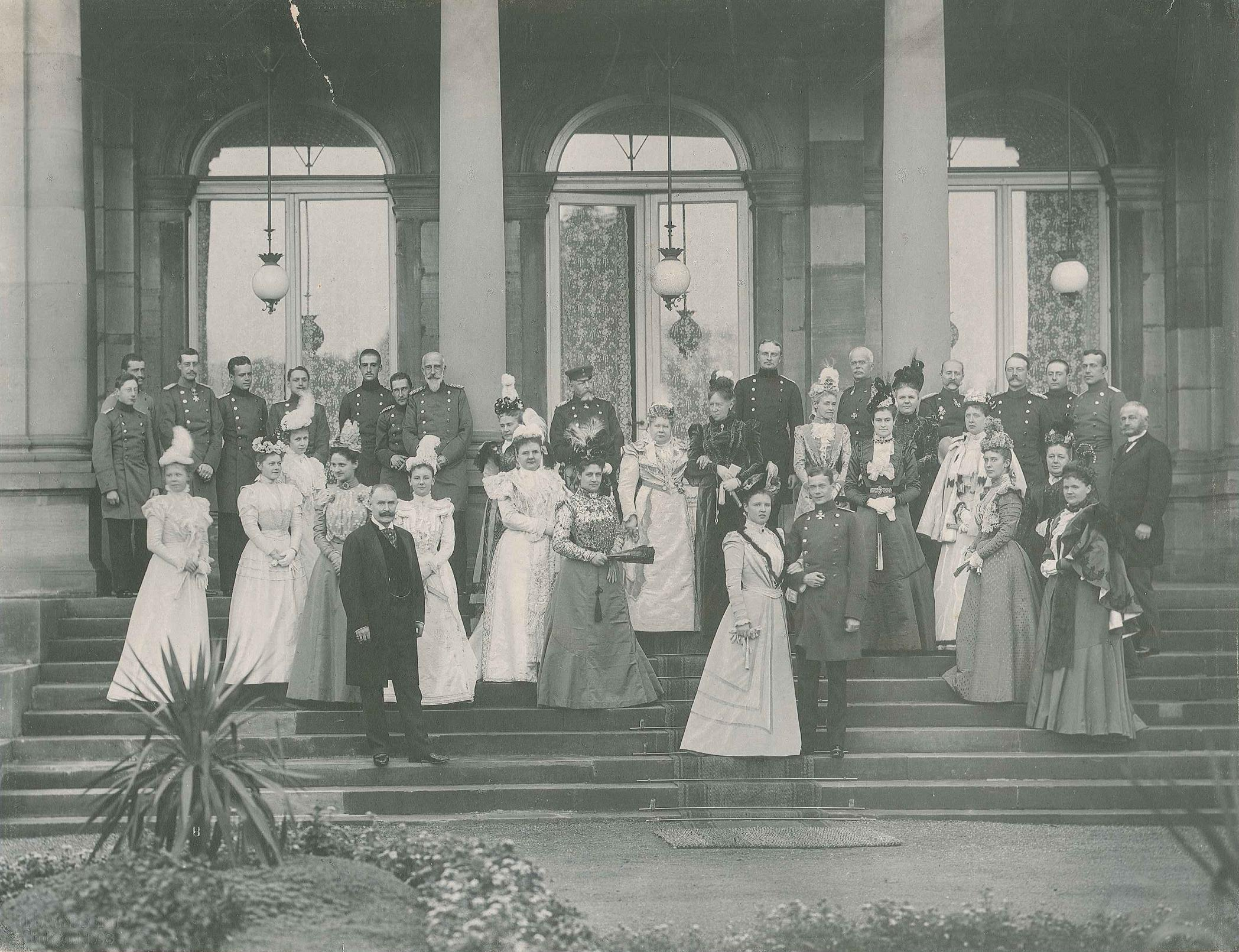
フリードリヒと妻パウリーネ（最前列）の結婚記念写真、1898年10月撮影